# Ultralion
Ultralion (快傑ライオン丸 traslitterato:Kaiketsu Raion maru) è una serie televisiva giapponese di genere tokusatsu prodotta da Fuji TV e P Productions trasmessa a partire dal 1º aprile del 1972 fino al 7 aprile del 1973 su Fuji TV. La serie venne doppiata e trasmessa in Italia su alcune emittenti locali negli anni ottanta.

## Trama
La storia è ambientata in Giappone durante l'epoca Sengoku. Kashinkoji (maestro delle arti illusorie che si dice sia stato attivo proprio in quel periodo) e Gorsun, dopo un lungo addestramento alle arti marziali e magiche ricevuto in India ottengono rispettivamente una spada d'oro ed una d'argento. Gorsun si rivela essere un demone che grazie ad un esercito di mostri vuole conquistare il Giappone dilaniato dalle guerre intestine. Kashinkoji tenterà invano di opporsi (verrà ucciso in duello proprio dal demone Gorsun) ma riuscirà comunque a tramandare la spada d'oro ad un giovane ninja orfano, divenuto frattanto un suo protetto. Si tratta del giovane Shishimaru che grazie alla spada può trasformarsi in Ultralion e sconfiggere i vari emissari di Gorsun che tentano di ucciderlo in ogni episodio. Il giovane ninja, accompagnato da Saori e dal piccolo Kosuke (un'abile arciera e un ragazzino esperto di esplosivi), si metterà alla ricerca dei frammenti della mappa della fortezza in cui si nasconde Gorsun.

## Sigle
La sigla italiana dal titolo Ultralion è cantata dalla Happy Gang (Mauro Goldsand e Fiammetta Flamini). Il testo è di Lucio Macchiarella; la musica e gli arrangiamenti di Mauro Goldsand e Aldo Tamborrelli.

## Episodi
| Nº | Titolo italiano Giapponese 「Kanji」 - Rōmaji                                                                 | In onda           | In onda |
| Nº | Titolo italiano Giapponese 「Kanji」 - Rōmaji                                                                 | Giapponese        |         |
| 1  | Orochi, il messaggero del demonio 「魔王の使者オロチ」 - Maō no shisha orochi                                 | 1º aprile 1972    |         |
| 2  | Il terribile Jamaro 「倒せ‼怪人ヤマワロ童子」 - Taose!! Kaijin yamawaro dōji                                  | 8 aprile 1972     |         |
| 3  | La foresta demoniaca 「魔の森 わくらんば」 - Ma no Mori: Wakuranba                                            | 15 aprile 1972    |         |
| 4  | La formula del fuoco 「ムササビアン 爆破作戦！！」 - Musasabian: bakuha sakusen!!                             | 22 aprile 1972    |         |
| 5  | Un messaggero di pace 「地獄から来た死神オボ」 - Jigoku kara kita Shinigami Obo                               | 29 aprile 1972    |         |
| 6  | Il fiore della Morte 「人食い花フラワンダー」 - Jin gui hana furawandā                                        | 6 maggio 1972     |         |
| 7  | La miniera d'oro di Kuroyama 「呪われた金山 ギンザメ」 - Norowareta Kanayama: Ginzame                         | 13 maggio 1972    |         |
| 8  | Una ragazza da sacrificare 「分身魔王デボノバと怪人イワゲバ」 - Bunshin Maō Debonoba to Kaijin Iwageba        | 20 maggio 1972    |         |
| 9  | Lo zombie vampiro 「死を呼ぶ吸血怪人ゾンビー」 - Shi o Yobu Kyūketsu Kaijin Zonbī                             | 27 maggio 1972    |         |
| 10 | Acqua di morte 「死の水 ドクイモリ」 - Shi no Mizu: Dokuimori                                                 | 3 giugno 1972     |         |
| 11 | Kamakiry An il mostro dell'inferno 「地獄の狼カマキリアン！」 - Jigoku no ōkami Kamakirian!                   | 10 giugno 1972    |         |
| 12 | Il mostro Gilozy 「怪人ギロジー 海の落し穴」 - Kaijin Girojī Umi no Otoshiana                                 | 17 giugno 1972    |         |
| 13 | Il mostro del mare 「怪人ウミカブロと人食い怪魚」 - Kaijin Umikaburo to Hito-gui Kaigyo                       | 24 giugno 1972    |         |
| 14 | Nezgandar, il mistico 「さすらいの怪人ネズガンダ」 - Sasurai no Kaijin Nezuganda                              | 1º luglio 1972    |         |
| 15 | Duello nella valle dell'inferno 「エレサンダー 地獄谷の決闘」 - Eresandā: Jigokudani no Kettō                 | 8 luglio 1972     |         |
| 16 | Mereonga, la mano del male 「忍びよる魔の手 メレオンガ」 - Shinobi yoru Ma no Te Mereonga                     | 15 luglio 1972    |         |
| 17 | Il mostro Jeromo 「怪人ジェロモ 悪魔のノロシ」 - Kaijin Jeromo Akuma no Noroshi                               | 22 luglio 1972    |         |
| 18 | Il mostro Muiodoro 「怪人ムイオドロ 恵山の叫び！」 - Kaijin Muiodoro: Esan no sakebi!                         | 29 luglio 1972    |         |
| 19 | La battaglia del tramonto 「子連れ怪人 夕陽の対決！」 - Kozure Kaijin: Yūhi no Taiketsu!                      | 5 agosto 1972     |         |
| 20 | Il mostro Kumaoroyi 「殺しの追跡者クマオロジ」 - Koroshi no Tsuisekisha Kumaoroji                             | 12 agosto 1972    |         |
| 21 | Una trappola psicologica 「ハンニャラス 母恋い子守唄」 - Hannyarasu: Kaha koi komori uta                      | 19 agosto 1972    |         |
| 22 | Il demone invincibile 「盗まれた笛 怪人キバギラー」 - Nusumareta Fue: Kaijin Kibagirā                         | 26 agosto 1972    |         |
| 23 | Il signore dei serpenti 「蛇と蝎の怪人ダカツ」 - Hebi to Sasori no Kaijin Dakatsu                             | 2 settembre 1972  |         |
| 24 | Un samurai al servizio del male 「ライオン飛行斬り対怪人トビムサシ」 - Raion Hikō-giri tai Kaijin Tobimusashi | 9 settembre 1972  |         |
| 25 | La spada d'oro e la spada d'argento 「影狩り怪人モスガイガー」 - Kagegari Kaijin Mosugaigā                    | 16 settembre 1972 |         |
| 26 | In vista della fortezza di Gorsun 「最後の守備隊長クワルギルビ」 - Saigo no Shubi Taichō Kuwarugirubi         | 23 settembre 1972 |         |
| 27 | La rabbia di Gorsun 「大魔王ゴースン怒る！」 - Dai maō Gōsun okoru!                                           | 30 settembre 1972 |         |
| 28 | Tigre Joe... La spada di Gorsun 「悪の剣士タイガージョー」 - Aku no kenshi Taigā Jō                           | 7 ottobre 1972    |         |
| 29 | Le tre ombre del male 「影三つ 怪人ドクロンガ」 - Kage mittsu: Kaijin dokuronga                               | 14 ottobre 1972   |         |
| 30 | Matsubaraba il demone della foresta 「怪人マツバラバ 一本松の謎」 - Kaijin Matsubaraba: Ipponmatsu no nazo    | 21 ottobre 1972   |         |
| 31 | Lo spadaccino misterioso 「怨みの魔剣 オロチジュニア」 - Urami no Maken: Orochi Junia                         | 28 ottobre 1972   |         |
| 32 | Il libro misterioso 「ガマウルフ 覚え書の秘密」 - Gamaurufu: Oboesho no Himitsu                               | 4 novembre 1972   |         |
| 33 | Il ladro spietato 「非情の盗賊 ガメマダラ」 - Hijō no Tōzoku: Gamemadara                                      | 11 novembre 1972  |         |
| 34 | Il mostro dello spadone 「殺しのメロディ 怪人パンダラン」 - Koroshi no Merodi: Kaijin Pandaran                | 18 novembre 1972  |         |
| 35 | La spada di Arisazen 「血に笑う怪人アリサゼン」 - Chi ni Warau Kaijin Arisazen                                | 25 novembre 1972  |         |
| 36 | Hachigaraga e il suo terribile veleno 「折れた槍 怪人ハチガラガ」 - Oreta Yari: Kaijin Hachigaraga            | 2 dicembre 1972   |         |
| 37 | Ultralion contro Todokazura 「狙われた男 怪人トドカズラ」 - Nerawareta Otoko: Kaijin Todokazura               | 9 dicembre 1972   |         |
| 38 | Tatsudorodo il capo ninja 「ゴースンの秘密 怪人タツドロド」 - Gōsun no Himitsu: Kaijin Tatsudorodo            | 16 dicembre 1972  |         |
| 39 | Il ritorno del grande Kichiku 「怪人キチク 悪の念佛」 - Kaijin Kichiku: Aku no Nenfutsu                       | 23 dicembre 1972  |         |
| 40 | La furia di Gorsun 「大魔王ゴースン 再び怒る！」 - Dai maō Gōsun: Futatabi okoru!                             | 30 dicembre 1972  |         |
| 41 | Gorsun stringe la morsa 「大魔王ゴースン あの胸を狙え！」 - Dai maō Gōsun: Ano mune o nerae!                  | 6 gennaio 1973    |         |
| 42 | Il mostro Killgod 「殺しの流れ者 キルゴッド」 - Koroshi no Nagaremono: Kirugoddo                              | 13 gennaio 1973   |         |
| 43 | Il terribile Generale Gilala 「裏切りの峠 怪人ギララ」 - Uragiri no Tōge: Kaijin Girara                       | 20 gennaio 1973   |         |
| 44 | Gli occhi di fuoco 「くの一の涙 怪人メガンダ」 - Kunoichi no Namida: Kaijin Meganda                           | 27 gennaio 1973   |         |
| 45 | Hanzaki il mostro di Gorsun 「抜け忍けもの道 怪人ハンザキ」 - Nukenin Kemono-michi: Kaijin Hanzaki            | 3 febbraio 1973   |         |
| 46 | La disperata lotta contro Noiran 「暗闇の琵琶法師 怪人ノイザー」 - Kurayami no Biwa-hōshi: Kaijin Noizā       | 10 febbraio 1973  |         |
| 47 | Jenma il mostro senza volto 「地獄の棺桶 怪人ジェンマ」 - Jigoku no Kanoke: Kaijin Jenma                      | 17 febbraio 1973  |         |
| 48 | Il mostro Mikinda all'attacco 「傷だらけの殺し屋 怪人マフィアン」 - Kizu darake no Koroshiya: Kaijin Mafian   | 24 febbraio 1973  |         |
| 49 | Il massacratore Jamura 「恐るべき屠殺人 怪人ジャムラ」 - Osoreru-beki tosatsujin: Kaijin Jamura               | 3 marzo 1973      |         |
| 50 | Una terribile imboscata 「ライオン丸を吊るせ‼怪人ジュウカク」 - Raionmaru o Tsuruse!! Kaijin Jūkaku           | 10 marzo 1973     |         |
| 51 | Abuda il demone guerriero 「最後の八人衆 怪人アブター」 - Saigo no Hachinin-shū: Kaijin Abutā                 | 17 marzo 1973     |         |
| 52 | Conrad il demone pistolero 「早射ち六連発 怪人ゴンラッド」 - Hayauchi Roku-renpatsu: Kaijin Gonraddo          | 24 marzo 1973     |         |
| 53 | La morte di Tigre Joe 「悲しきタイガージョーの最期！」 - Kanashiki Taigā Jō no Saigo!                         | 31 marzo 1973     |         |
| 54 | La distruzione di Gorsun 「ライオン丸 最後の死闘」 - Raionmaru: Saigo no Shitō                                | 7 aprile 1973     |         |